# Nakajima G5N
Nakajima G5N «Shinzan» (яп. 深山 — «Сінзан» («Гірська долина»)) — експериментальний важкий бомбардувальник Імперського флоту Японії періоду Другої світової війни.
Кодова назва союзників — «Ліз» (англ. Liz).

## Історія створення
У 1938 році командування Імперського флоту Японії ВПС сформулювало технічне завдання «13-Сі» на побудову стратегічного бомбардувальника, який би мав дальність польоту 5500-6500 км та був здатний нести бомбове навантаження 2000-4000 кг. Єдиним варіантом побудови такого літака було використання чотиримоторної схеми. Але японська промисловість до цього часу не випускала таких літаків. Тому для розв'язання цієї проблеми авіакомпанією «Японські авіалінії» нібито для власних потреб у США був закуплений 4-моторний літак Douglas DC-4E, який був побудований у єдиному екземплярі та програв конкурентну боротьбу літаку Boeing 307. Після доставки в Японію літак пройшов польоті випробування і був таємно переданий фірмі Nakajima, якій було доручено розробити на його базі стратегічний бомбардувальник.
Прототип був готовий у квітні 1941 року. Це був 4-моторний літак, який залишив від американського прототипу крила, мотогондоли, шасі з передньою стійкою та ряд менших вузлів. Фюзеляж був повністю перероблений. Він був вужчий, мав засклення кабіни, просторий бомбовий відсік та двокілеве хвостове оперення. Літак був оснащений двигунами Nakajima NK7A «Mamori-11» потужністю 1870 к.с. кожен. Захисне озброєння складалось з двох 20-мм гармат «Тип 99» (по одній у надфюзеляжній та хвостовій баштах), а також чотирьох 7,7-мм кулеметів «Тип 97» (в носовій, нижній та двох бокових вогневих точках). Максимальне бомбове навантаження становило 4000 кг, при польотах на великі відстані — 2000 кг.
Результати випробувань розчарували замовників. Повністю оснащений та озброєний літак був на 20 % важчий, ніж планувалось. Двигуни були ненадійні, а швидкість та дальність польоту — незадовільними. Дались взнаки як недоліки американського прототипу і його складність, так і недоліки двигунів, а також відсутність у японців необхідного досвіду. Незважаючи на це, було побудовано ще 3 прототипи G5N1 та два модифіковані G5N2 з вже перевіреними двигунами Mitsubishi MK4B 12 «Kasei» потужністю 1530 к.с. Проте брак потужності двигунів був дуже явним, і флот відмовився від планів подальшого розвиту літака як бомбардувальника.
Два перші прототипи G5N1 були переоснащені двигунами Mitsubishi MK4B 12 «Kasei» і разом з двома G5N2 були переобладнані у транспортні літаки, які отримали назву «Транспортний літак „Сінзан“ („Гірська долина“) KAI Модель 12» (або G5N-L). У цьому варіанті була демонтована верхня стрілецька башта, хвостова та нижня вогневі точки. Бомбовий відсік був переобладнаний у вантажний. Екіпаж зменшився до 6 осіб.
На базі G5N був запропонований армійський варіант літака Nakajima Ki-68 з двигунами Mitsubishi Ha-101 або Nakajima Ha-103, але у зв'язку із припиненням робіт по основному літаку він не вийшов зі стадії проєкту. Спроєктований фірмою Kawasaki армійський варіант дальнього бомбардувальника Kawasaki Ki-85 з двигунами Mitsubishi Ha-111M також реалізований не був.

## Історія використання

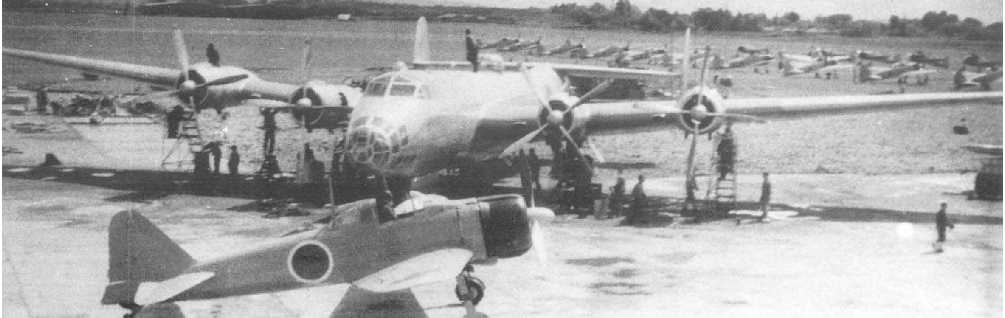
G5N. На передньому фоні — винищувач «Зеро»

Транспортні літаки G5N-L використовувались майже до кінця війни. В основному вони здійснювали польоти з Японії до Гонконгу, на Тайвань, Філіппіни, Тініан та Маріанські острови. Наприкінці 1944 — на початку 1945 років дві машини були втрачені — одна внаслідок аварії, інша внаслідок американського авіаудару по Тініану.
Літаки G5N-L були помічені американською розвідкою та помилково ідентифіковані як бомбардувальники. Тому їм було присвоєне ім'я «Ліз» (англ. Liz) (американці давали жіночі імена тільки бомбардувальникам).
Незважаючи на те, що проєкт G5N виявився провальним, фірма Nakajima набула цінного досвіду, який був використаний при розробці бомбардувальника Nakajima G8N.

## Тактико-технічні характеристики

### Технічні характеристики
- Екіпаж: 6-10 чоловік
- Довжина: 31,02 м
- Розмах крила: 42,12 м
- Площа крила: 201,80 м²
- Маса порожнього: 20 100 кг
- Маса спорядженого: 28 150 кг
- Максимальна маса зльоту: 32 000 кг
- Навантаження на крило: 139.5 кг/м²
- Двигуни: 4 x 14-циліндрові двигуни Nakajima NK7A «Mamori-11»
- Потужність: 1 870 к. с. кожен
- Питома потужність: 3.8 кг/к.с.

### Льотні характеристики
- Максимальна швидкість: 420 км/г
- Крейсерська швидкість: 278 км/г
- Практична дальність: 4 260 км
- Практична стеля: 7 450 м
- Швидкість підйому: на 2000 м за 5 хв. 17 с.

### Озброєння
- Гарматне: 2 × 20-мм гармати «Тип 99»
- Кулеметне: 4 × 7,7-мм кулемети «Тип 92»
- Бомбове навантаження:
  - 2 × 1500-кг торпеди або
  - 2 × 1500-кг бомби або
  - 4 × 800-кг бомби або
  - 12 × 250-кг бомби або
  - 24 × 60-кг бомби або
  - 4000 кг вантажу (G5N2-L)

## Модифікації
- G5N1: прототип з двигунами Mitsubishi MK4B Kasei 12
- G5N2: прототип з двигунами Nakajima NK7A Mamori 11
- G5N2-L: переобладнаний транспортний варіант
- Nakajima Ki-68: проєкт армійського бомбардувальника
- Kawasaki Ki-85: проєкт армійського бомбардувальника з двигунами Mitsubishi Ha-111M